# ジョアン・パウロ・アンドラーデ
ジョアン・パウロ・アンドラーデ（João Paulo Andrade、1981年6月6日 - ）は、ポルトガル・レイリア出身のプロサッカー選手。ACマリニェンセ所属。ポジションはDF（CB）。

## 経歴

### クラブ
地元クラブであるUDレイリアのアカデミー出身。トップチームではジョゼ・モウリーニョの指導を受け、チームキャプテンも経験した。2003年1月、スポルティング・クルーベ・デ・ポルトゥガルにレンタルで加入。
2006年6月、FCポルトに完全移籍。しかしシーズン前から膝の負傷に苦しみ、レギュラー争いで大幅に後れをとった。2008年8月、ルーマニアのFCラピド・ブカレストにレンタル移籍。
2009年8月、150万ユーロでル・マンFCに完全移籍
2010–11シーズンよりヴィトーリアSCに加入。
2017年3月2日、アマチュアクラブのACマリニェンセに加入。

### 代表
U-21ポルトガル代表歴が有り、UEFA U-21欧州選手権2004や2004年アテネオリンピックなどに参加した。

## 所属クラブ
ユース
- UDレイリア 1994-1999

プロ
- UDレイリア 1999-2006

→ UFCIトマル 2000-2001 (loan)
→ スポルティング・クルーベ・デ・ポルトゥガル 2003 (loan)
- FCポルト 2006-2009

→ FCラピド・ブカレスト 2008-2009 (loan)
- ル・マンFC 2009-2010
- ヴィトーリアSC 2010-2012
- オモニア・ニコシア 2012-2014
- アポロン・リマソール 2014-2015
- AELリマソール 2015-2016
- ACマリニェンセ 2017-

## 代表歴
- ポルトガル U-21
  - UEFA U-21欧州選手権2004
  - 2004年アテネオリンピック

## タイトル
ポルト
- プリメイラ・リーガ: 2006–07, 2007–08

オモニア・ニコシア
- キプロス・スーパーカップ: 2012